# Acid Rap
Acid Rap is de tweede mixtape van de Amerikaanse rapper Chance the Rapper uitgebracht op 30 april 2013 als gratis download.

## Track listing
| Nr. | Titel                                                 | Producer(s)                                             | Duur |
| --- | ----------------------------------------------------- | ------------------------------------------------------- | ---- |
| 1.  | Good Ass Intro                                        | Peter Cottontale, Cam, Stefan Ponce                     | 3:59 |
| 2.  | Pusha Man/Paranoia (met Lili K & Nate Fox)            | Ceej for Two9, 'Paranoia' geproduceerd door Nosaj Thing | 7:24 |
| 3.  | Cocoa Butter Kisses (met Vic Mensa & Twista)          | Cam, Peter Cottontale                                   | 5:08 |
| 4.  | Juice                                                 | Nate Fox                                                | 3:35 |
| 5.  | Lost (met NoName Gypsy)                               | Nate Fox                                                | 3:04 |
| 6.  | Everybody's Something (met Saba & BJ the Chicago Kid) | DJ Ozone                                                | 4:37 |
| 7.  | Interlude (That's Love)                               | Ludwig Göransson                                        | 2:29 |
| 8.  | Favorite Song (met Childish Gambino)                  | Nate Fox                                                | 3:05 |
| 9.  | NaNa (met Action Bronson)                             | brandUn DeShay                                          | 3:20 |
| 10. | Smoke Again (met Ab-Soul)                             | Blended Babies                                          | 4:32 |
| 11. | Acid Rain                                             | Jake One                                                | 3:36 |
| 12. | Chain Smoker                                          | Nate Fox                                                | 3:30 |
| 13. | Everything's Good (Good Ass Outro)                    | Cam                                                     | 5:33 |

Sample credits
- "Good Ass Intro" bevat een sample van "I'm Good Intro" van Kanye West met daarop John Legend en bevat een interpolatie van het nummer "Faithful" van Common met Bilal en John Legend.
- "Pusha Man" bevat een verborgen nummer genaamd "Paranoia" geproduceerd door Nosaj Thing en het bevat een sample van het nummer "Modaji" van Dave Grusin en bevat een interpolatie van "Pusherman" van Curtis Mayfield.
- "Juice" bevat een sample van het nummer "Jealous Guy" van Donny Hathaway.
- "Lost" bevat een sample van het nummer "Brother's Gonna Work It Out," van[Willie Hutch, van de soundtrack voor de film The Mack.
- "Everybody's Something" bevat een sample van het nummer "Fall in Love" van Slum Village die een sample bevat van "Diana in the Autumn Wind" van Gap Mangione en "Sorcerer of Isis" van Power of Zeus.
- "Favorite Song" bevat een sample van het nummer "Clean Up Woman" van Betty Wright.
- "NaNa" bevat een sample van het nummer "Sucka Nigga" van A Tribe Called Quest die een sample bevat van "Red Clay" van Jack Wilkins.
- "Chain Smoker" bevat een sample van het nummer "Long Red" van Mountain.
- "Everything's Good (Good Ass Outro)" bevat een sample van het nummer "Cold" van Kanye West met daarop DJ Khaled en bevat een interpolatie van het nummer "Juke Juke" van Chance the Rapper.